# Mari proiecte nefinalizate (România)
Această pagină descrie marile proiecte nefinalizate din România, lucrări ce s-au dovedit contraproductive, inutile sau deficitare din punct de vedere social, economic sau ecologic, dar și lucrări cu posibilă utilitate, însă abandonate înainte de finalizare din cauza lipsei fondurilor sau a schimbărilor istorice sau politice.

## Infrastructură hidrotehnică și de navigație

### Canalul Dunăre–București

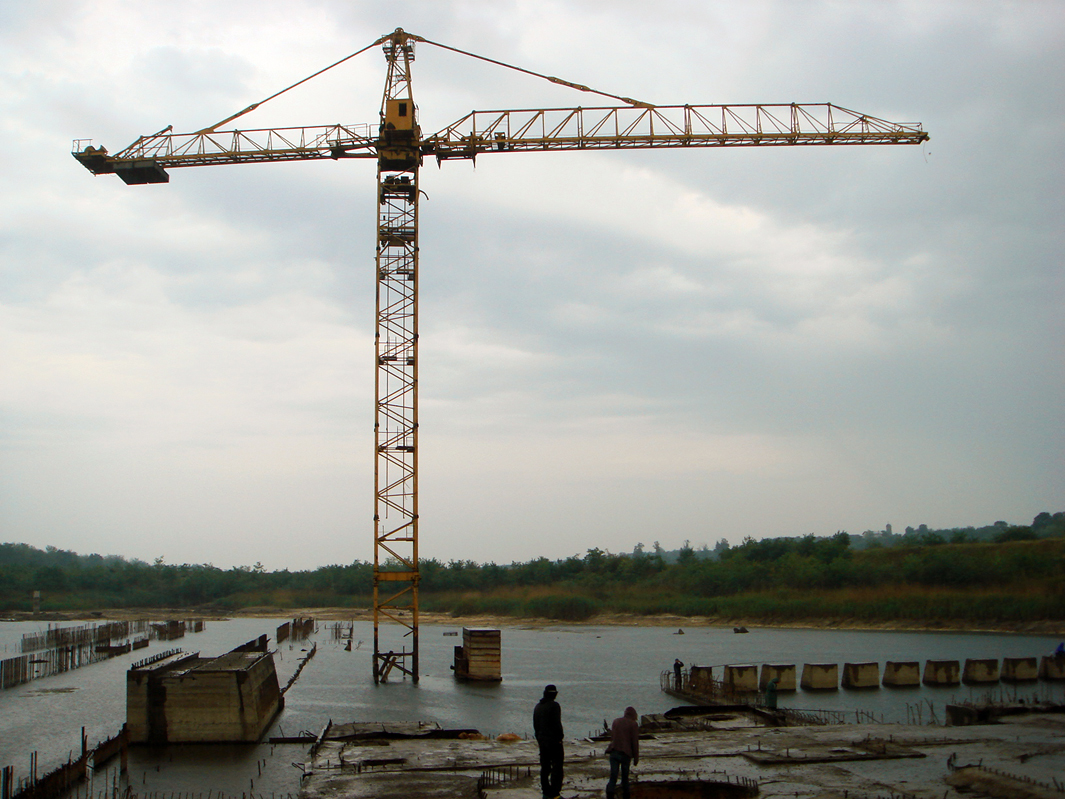
Ecluza abandonată de la Copăceni, parțial executată. Fotografie din 2007.

- Canalul Dunăre-București, un canal navigabil nefinalizat situat între București și Oltenița și planificat pentru a face posibil transportul naval între capitala României și Marea Neagră prin intermediul Dunării.

Primele mențiuni despre ideea unui canal între Dunăre și București datează din anul 1864, când un trimis al lui Alexandru Ioan Cuza la Paris comunica propunerea unui grup de investitori francezi de a canaliza Dâmbovița „de la București și chiar mai sus spre Oltenița” și de a înființa o companie de navigație. Primul proiect real a fost inițiat în anul 1880 de către inginerul Nicolae Cucu, care a realizat o schiță pentru o cale navigabilă între București și Oltenița.
În 1929, Parlamentul României a adoptat o lege ce prevedea construirea unui canal care să transforme Bucureștiul în port la Dunăre, dar criza economică din anii 1930 a dus la abandonarea proiectului. Ulterior, pe baza acestei legi, inginerul Dorin Pavel a realizat un proiect de canal cu șase ecluze de câte 6,5 m înălțime fiecare, pentru vasele de 1.000-2.000 tone, dar acesta a fost și el abandonat după izbucnirea celui de-Al Doilea Război Mondial.
Ideea canalului a fost reluată de Nicolae Ceaușescu în anii 1980. Ministerului Transporturilor a întocmit un proiect care a fost discutat în 1984, la o ședință a Comitetului Politic Executiv al PCR. Lucrările efective de construcție au început în 1986. Proiectul prevedea amenajarea râurilor Dâmbovița și Argeș pe o lungime de 73 km. Amenajarea presupunea realizarea unei căi navigabile cu o lățime de 80 m și o adâncime minimă a apei de 4,5 m. Diferența de nivel existentă, de 53 m (10 m deasupra nivelului mării la Oltenița și 63 m la București), urma a fi rezolvată prin realizarea a patru ecluze și a trei porturi, două la București (lângă comuna 1 Decembrie - pe Argeș și la Glina - pe râul Dâmbovița) și altul la Oltenița.
Construcția a fost sistată după Revoluția Română din 1989, deși se estimează că partea de canal deja realizată se situa la 70% din întregul volum de lucrări. Proiectul a fost transferat la Administrația Națională Apele Române, iar în 2008 la Administrația Canalelor Navigabile. De-a lungul timpului, diverși responsabili politici sau guvernamentali au făcut declarații privind reluarea lui: 
- Ovidiu Cupșa, directorul Companiei Naționale Administrația Canalelor Navigabile, care a anunțat în martie 2008 reînceperea construcției;[5]
- ministrul Ludovic Orban, care a anunțat reluarea lucrărilor în perioada 2009-2012;[2]
- ministrul Elena Udrea, care o estima pentru anul 2010;[7]
- ministrul Anca Boagiu, în 2011;[8]
- ministrul Alexandru Nazare, în primăvara anului 2012;[1][necesită sursă mai bună]
- Daniel Georgescu, directorul Companiei Naționale Administrația Canalelor Navigabile, care a făcut public, în noiembrie 2012, că Ministerul Transporturilor intenționează să acceseze fonduri europene sau să facă apel la investitori străini pentru terminarea canalului;[9]
- Sorin Oprescu, primarul Bucureștiului, care a declarat, în octombrie 2013, „că întreaga zonă a Bucureștiului trebuie conectată la fluviul Dunărea”;[1][necesită sursă mai bună]
- Președintele României Traian Băsescu, în 2013;[10]

În tot acest timp și estimările privind costurile finalizării canalului au variat între 450-500 de milioane, 800 de milioane și 2,5 miliarde de euro. Master Planul General de Transport al României, întocmit în 2015, prevede necesitatea alocării a 1,381 miliarde de euro pentru „Amenajarea râurilor Argeș (73,289 km) și Dâmbovița (31 km) pentru navigație”.
Între timp, lucrările existente s-au deteriorat dramatic. O mare parte a plăcilor de beton, a componentelor metalice și a bordurilor au fost furate. Multe dintre coloane au fost distruse de căutătorii de fier vechi, iar zonele porturilor sunt pline de bălți poluate și urât mirositoare, praf și gunoaie. Canalul Dunăre-București a rămas de zeci de ani o enormă construcție abandonată, care se degradează pe zi ce trece, și a cărei reluare este prevăzută în Master Planul General de Transport al României după anul 2030.
De-a lungul vremii, proiectul a avut numeroși susținători, însă utilitatea lui este îndoielnică. În octombrie 2014, Laurențiu Mironescu, vicepreședintele Asociației Operatorilor Portuari, declara că „Transportul pe apă este mai ieftin decât cel rutier de la 450 de kilometri în sus. Ori Bucureștiul este la 200. Dacă vă așteptați la o aglomerare de oameni care să-și transporturile mărfurile pe Dunăre ca să ajungă la București, vă înșelați”.

### Canalul Siret–Bărăgan

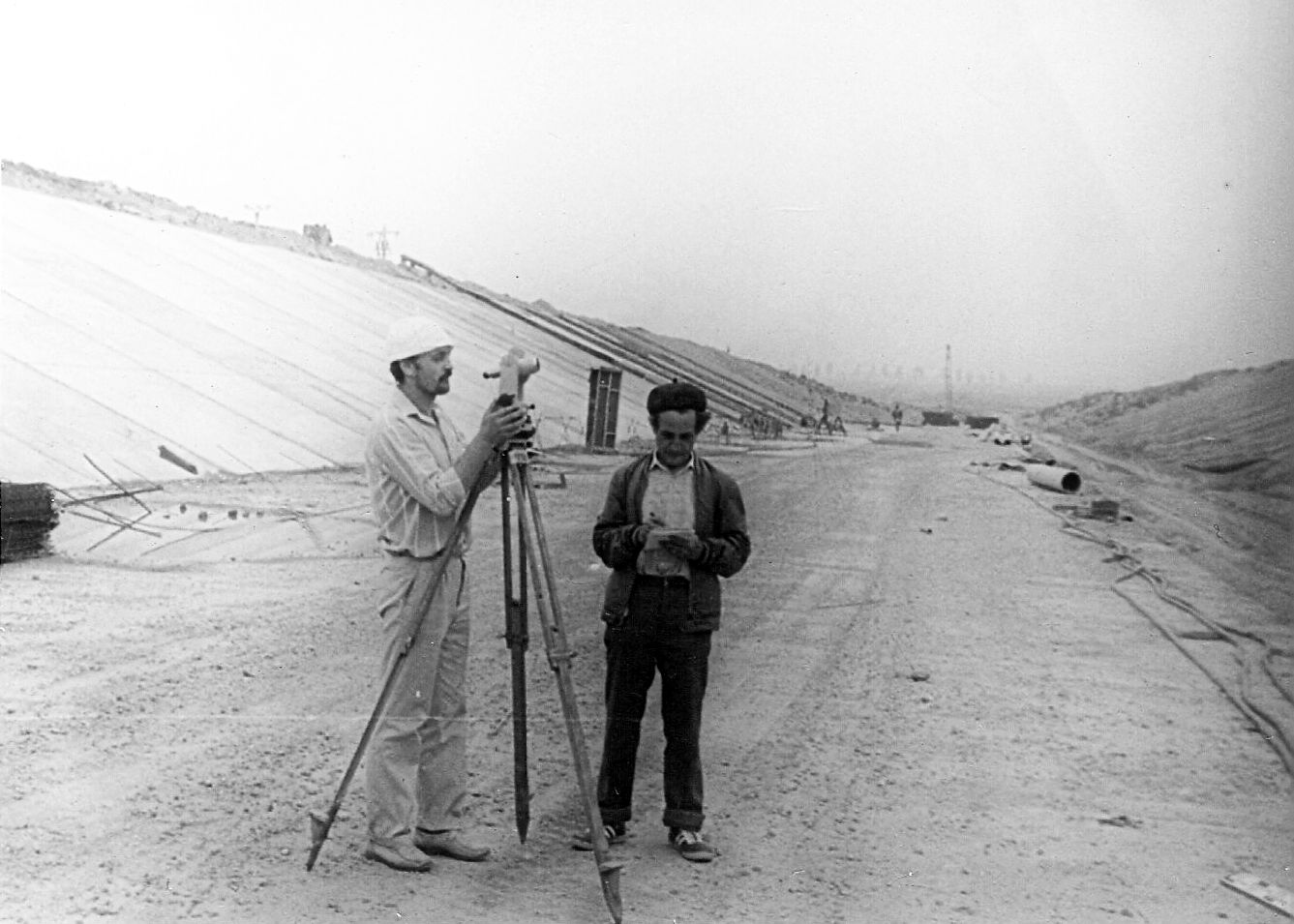
Topografi pe șantierul
Canalului Siret-Bărăgan în anul 1989.

- Canalul Siret–Bărăgan, un canal hidrotehnic nefinalizat proiectat între Barajul Călimănești și Lacul Dridu, al cărui scop era să devieze o parte din apele Siretului spre Bărăgan, pentru a asigura irigarea unor importante suprafețe agricole din spațiul cuprins între râurile Siret și Ialomița.

Primul studiu privind realizarea unui canal care să permită irigarea unor vaste suprafețe din regiunea cuprinsă între râurile Siret și Ialomița a fost elaborat în 1912, de către profesorul Alexandru Davidescu. Studiul demonstra fezabilitatea unui canal magistral pornind din Siret, în aval de Adjud, și care ar fi permis irigarea a peste 200.000 de hectare. Totuși, concentrându-se exclusiv asupra problemelor cu caracter hidrotehnic, studiul nu analiza și problemele de gospodărire a apelor legate de acest canal, precum regimul necesarului de apă pentru irigații, și nu scotea în evidență faptul că, în perioadele în care necesarul de apă al irigațiilor era maxim, debitul Siretului era insuficient pentru acoperirea acestuia. Problema a fost reluată în perioada interbelică de inginerul Dimitrie Leonida, care studia posibilitatea realizării unui baraj pe Râul Bistrița, la Bicaz. În analizele sale, Dimitrie Leonida a demonstrat că lacul de acumulare pe care îl proiecta putea avea un efect de regularizare a debitelor Siretului, astfel încât debitele acestuia în perioada de vară să poată fi suplimentate pentru a acoperi deficitul de apă și a satisface cerințele de apă pentru irigații. Noi studii au fost ulterior realizate între anii 1959-1962, în cadrul Planului de Amenajare a bazinului Siret și a Planului Național de Amenajare a Apelor din România, respectiv între 1969-1972.
Construcția a fost demarată în anul 1985, iar proiectul prevedea construcția a 198 de kilometri de canal, cu o lățime de 57 m la suprafață și 20 m la fund și cu o adâncime de 7 m. Cei 198 de kilometri ar fi trebuit dați în exploatare în 1995. După Revoluția Română din 1989, fondurile nu au mai fost alocate decât sporadic. Până în acel moment fuseseră alocate proiectului 130 de milioane de euro, fuseseră finalizate lucrările pe 5,7 km din partea dinspre Siret și începute lucrările pe alți 37 km. Ulterior anului 1990, construcția a continuat lent din cauza finanțării insuficiente. Spre exemplu, proiectul hidrotehnic a fost finanțat în anul 2011 cu puțin peste 2,7 milioane de lei.
În 2012, Ministerul Agriculturii a făcut public că grupul spaniol Mondragon ar fi interesat de terminarea canalului în parteneriat public-privat, iar un an mai târziu Guvernul României a încadrat proiectul pe lista investițiilor prioritare de infrastructură realizate în parteneriat public-privat începând cu 2013. În 2015, construcția canalului a fost discutată cu Compania Națională de Apă din Israel și cu China Communications Constructions Company, fără nici un rezultat concret. 
Dacă în 2012 presa economică estima suma necesară pentru terminarea proiectului la 3,5 miliarde de euro, în 2016 estimarea ajunsese la 6 miliarde de euro.

## Infrastructură feroviară

### Calea ferată Brașov–Buzău (Tunelul Teliu)

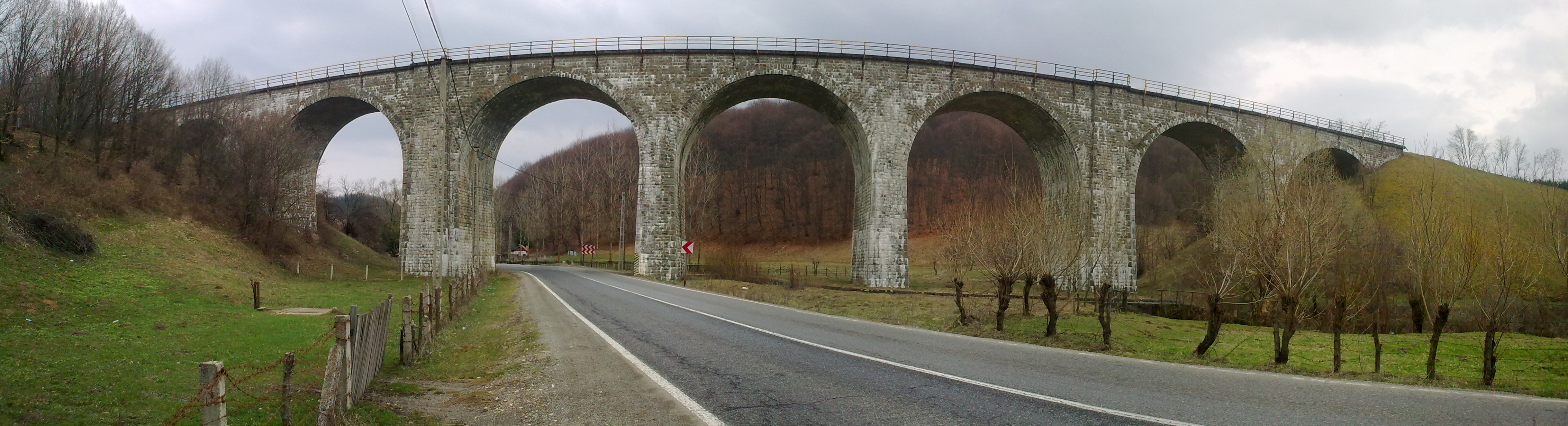
Panoramă a viaductului feroviar din apropierea comunei Teliu, în 2014.

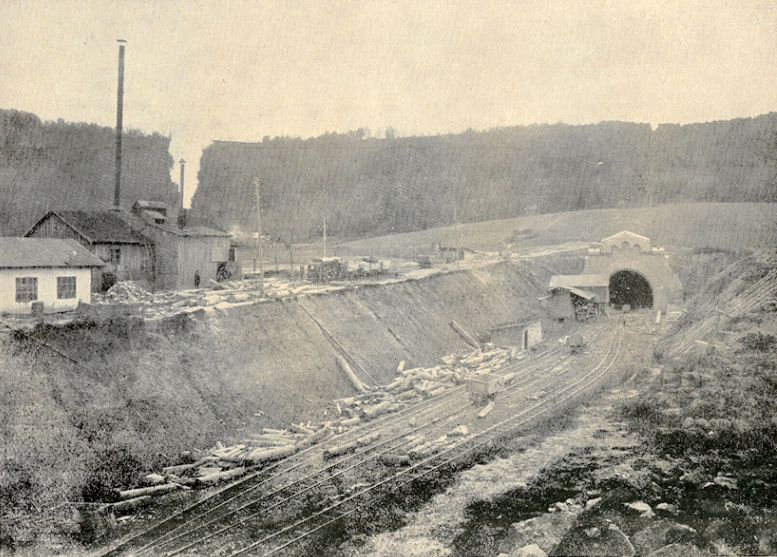
Portalul de sud al tunelului Teliu, aflat atunci în construcție, în jurul anului 1924.

- Calea ferată Brașov–Buzău, o magistrală feroviară nefinalizată care ar fi urmat să asigure încă o legătură transcarpatică între Transilvania și Muntenia după întregirea, în 1918-1919, a României.

În 1907, Banca Marmorosch Blank Societate Anonimă a contractat de la Ministerul Lucrărilor Publice, prin actul de concesiune nr. 5431/12 martie 1907, construcția liniei Buzău–Nehoiașu și a dat-o spre execuție antreprizei Weiss-Vasilescu, care a finalizat lucrarea în 1909, aceasta fiind dată în folosință în ziua de 26 iulie/9 august 1909 a acelui an. Calea ferată respectivă avea o lungime totală de 74 kilometri și era folosită pentru transportul de călători și mărfuri, însă se intenționa ca aceasta să fie prelungită peste Carpați până la Brașov. Această ocazie s-a ivit după Primul Război Mondial, când Transilvania s-a unit cu Regatul României.
Proiectul realizării unei legături feroviare transcarpatice s-a regăsit în toate cele patru programe de dezvoltare a rețelei feroviare naționale realizate între 1920 și 1926. În anul 1922 a fost finalizat un studiu în acest sens, ceea ce a dus la publicarea în Monitorul Oficial nr. 80 din data de 12 iulie 1923 a unei legi prin care linia de cale ferată Brașov–Buzău era considerată „lucrare de utilitate publică”, iar Direcției Generale a Căilor Ferate Române îi era acordat un credit în valoare de 100 de milioane de lei pentru construirea acesteia.
Lucrările au început în toamna anului 1923, intenționându-se realizarea, într-o primă etapă, a căii ferate Brașov–Întorsura Buzăului. Aceasta a fost deschisă circulației pe 25 iunie 1931. Linia are aproximativ 36,5 kilometri, o declivitate maximă de 12‰, curba sa cea mai strânsă are raza de 360 m, iar traseul însumează 348 de poduri și podețe și trei tuneluri. Cel mai impresionant dintre acestea, Tunelul Teliu (Portalul de vest, portalul de est), măsoară 4.369,5 metri (după alte surse 4.379 metri) și a fost construit în mod vizionar pentru cale ferată dublă și electrificată. Execuția tunelului a fost realizată de firma germană Julius Berger Tiefbau Aktien Gesselschaft, între 1924 și 1929. Străpungerea tunelului a demarat pe 15 iulie 1924 de la nord înspre sud și pe 5 iulie 1925 dinspre stația Întorsura Buzăului către nord. Cele două fronturi de lucru s-au întâlnit pe 1 octombrie 1926, la o distanță de 3.363 de metri de portalul nordic al tunelului și 1.013 metri față de cel sudic. Tunelul a fost complet finalizat pe 30 septembrie 1928 și deschis circulației pe 25 iunie 1931, odată cu restul liniei.
Situația internațională tulbure și izbucnirea celui de-Al Doilea Război Mondial au făcut ca ultimul tronson de linie rămas, Întorsura Buzăului–Nehoiașu, să nu mai fie construit niciodată, iar din proiectata cale ferată transcarpatică Brașov–Buzău să lipsească doar circa 35 de kilometri în linie dreaptă. Realizat din start pentru a permite fără probleme dublarea și electrificarea unei linii care se dorea monumentală, prin Tunelul Teliu, cel mai lung tunel construit vreodată în România, au circulat până în 30 iunie 2018 șase curse de călători tip Regio pe zi (în regim dus-întors), operate cu automotoare de către compania privată Regiotrans. Celălalt ciot al căii ferate Brașov–Buzău, linia Buzău–Nehoiașu, este operat și el cu 9 curse de tip Regio dus-întors pe zi de către societatea Transferoviar.

### Calea ferată Sinaia–Pietroșița (Tunelul Izvor)

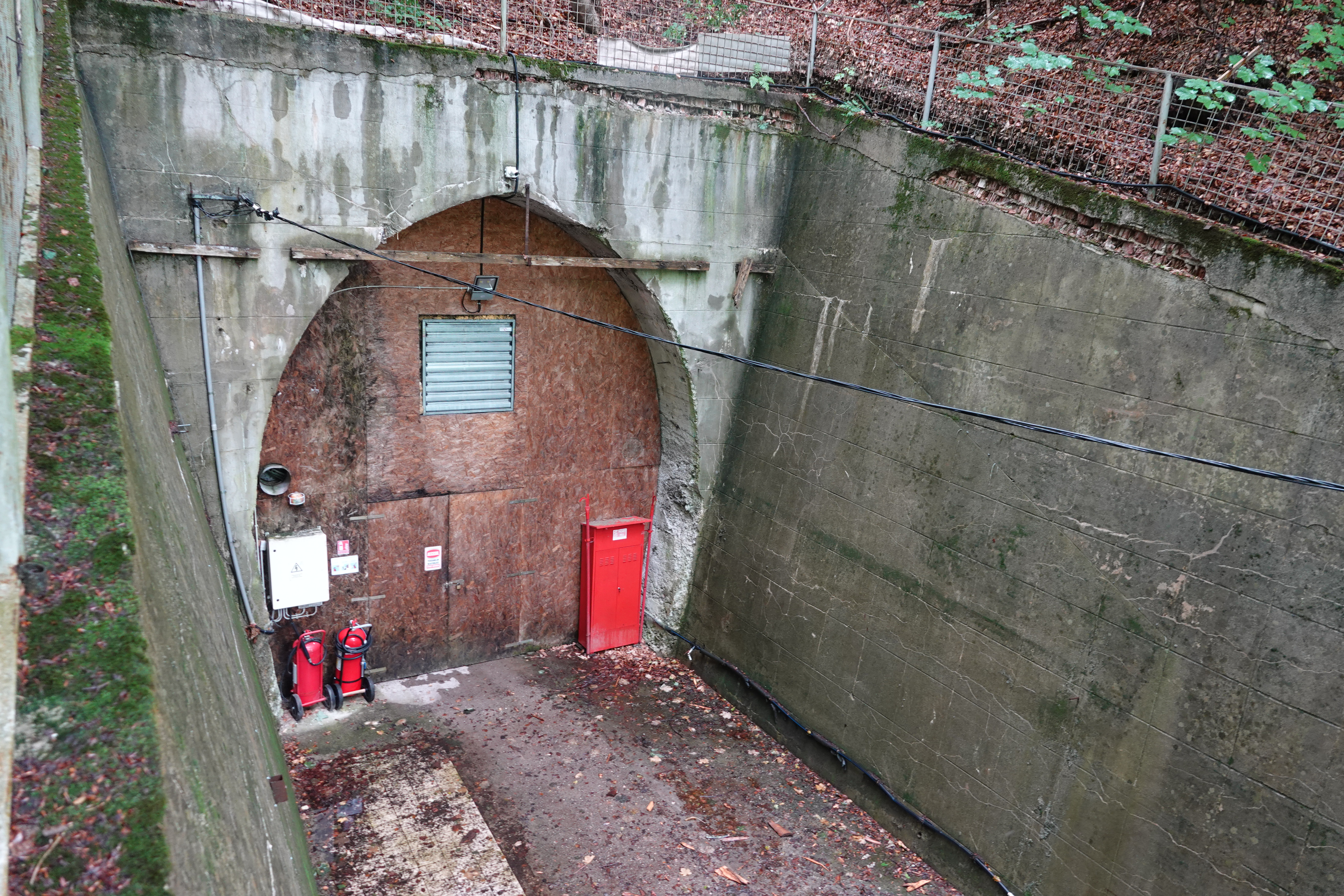
Portalul Sinaia al tunelului Izvor

- Tunelul Izvor, un tunel nefinalizat de pe proiectata cale ferată Sinaia–Pietroșița.

La începutul anilor 1900, Guvernul Titu Maiorescu, având acceptul Regelui Ferdinand, a luat decizia construirii unei căi ferate care să conecteze Sinaia de Pietroșița, în județul Dâmbovița, cu scopul de a crea magistrala CFR Târgoviște – Pietroșița – Sinaia și de a realiza astfel o a doua legătură feroviară între București și Sinaia.
Principalul obstacol între Sinaia și Pietroșița era Masivul Păduchiosu, iar Căile Ferate Române (CFR) au contractat compania germană Julius Berger în scopul realizării unui tunel în linie dreaptă, lung de 5.918 m, prin acest masiv. Termenul de predare către beneficiar era de 28 de luni. În 1913, directorul național al CFR a împrumutat în numele companiei suma de 480 de milioane de lei pentru mai multe proiecte feroviare mari, printre care și acest tunel, iar construcția a demarat efectiv în 1914. Constructorii germani au hotărât să înceapă perforarea tunelului de la ambele capete, dinspre Sinaia și dinspre Moroieni. Locul de străpungere a Masivului Păduchiosu dinspre Sinaia a fost ales chiar înainte de intrarea în oraș, pe Platoul Izvor, în apropierea cimitirului orașului. Din acest motiv, în presa sau literatura tipărită tunelul este denumit „Izvor”.
Lucrările la tunel au fost oprite în august 1914, din cauza Primului Război Mondial, și au fost reluate abia în 1938, după o ședință a Consiliului de Coroană care a dispus suplimentarea finanțării. Investiția a fost din nou înghețată în 1939, după izbucnirea celui de-Al Doilea Război Mondial. Sesizând potențialul strategic, Adolf Hitler i-a solicitat mareșalului Ion Antonescu reluarea, pentru a treia oară, a construcției tunelului, acesta putând asigura o cale mai sigură de transport a petrolului românesc spre Germania. Lucrările, reîncepute în 1941, s-au desfășurat de data aceasta într-un ritm mai rapid. Circa 2000 de oameni de diferite naționalități au lucrat la tunel: germani, ruși, cehi, țigani, maghiari, bulgari, italieni și români, mulți dintre ei prizonieri de război. Înfrângerea Germaniei pe Frontul de Est a pus însă capăt pentru a treia oară construcției. Până în acel moment se săpaseră, conform inginerului Radu Bellu de la Divizia de Patrimoniu a CFR, circa 800 de metri de galerie, având aproximativ 5 metri înălțime și 4,8 metri lățime.
După război, portalul și galeria dinspre Sinaia au adăpostit un depozit de brânză, apoi un depozit de legume și fructe, iar în prezent o firmă care cultivă ciuperci. În 2015, o echipă a Televiziunii Române a primit acceptul și a filmat în partea de tunel dinspre Sinaia. Echipa a avansat circa 300 de metri în tunel și a descoperit o bifurcație a acestuia, prăbușită însă după circa 25 de metri. Jurnaliștii au continuat să exploreze galeria principală, pe care, după circa 480 de metri, au găsit-o obturată de un zid de cărămidă. Toți cei 480 de metri de galerie sunt consolidați, iar tunelul se prezintă în stare foarte bună. Echipa TVR a profitat de o breșă în zidul de cărămidă și a mai avansat circa 30 de metri, într-o secțiune de tunel neconsolidată și prezentând emanații de gaze toxice. Jurnaliștii au descoperit o nouă obturare a galeriei, de data aceasta cu mormane de pământ, și au fost nevoiți să se întoarcă. 
La intrarea în portalul Sinaia a fost construit și un viaduct de acces care există și în prezent. În galerie se află o locomotivă cu aer comprimat și vagonete, pe care Divizia de Patrimoniu a CFR a încercat, fără succes, să le recupereze. 
Dinspre Moroieni au fost săpați, după unele surse, alți 480 de metri, din care doar 100-175 de metri consolidați. În 1984 sau 1985, Departamentul Securității Statului a adus muncitori care au astupat cu buldozerele portalul Moroieni. Motivele nu sunt cunoscute, iar acțiunea organelor de Securitate a dat naștere în zonă mai multor legende. Există persoane care susțin că tunelul a fost străpuns în totalitate și că în el s-ar afla cadavrele celor care au lucrat la construcție, executați de germani. Cel mai probabil e că tunelul nu a fost niciodată străpuns, iar portalul Moroieni a fost astupat din motive de siguranță, galeria nefiind consolidată și lipsind forajele de aerare, ceea ce ar fi dus la acumulări de gaze toxice. În prezent, în fața portalului Moroieni mai există doar culeea podului de acces construit de germani și resturile organizării de șantier a acestora.
Chiar dacă Tunelul Izvor se încadrează ca mare lucrare inutilă, el stă în același timp mărturie asupra viziunii curajoase a responsabililor feroviari și a spiritului ingineresc de la începutul secolului trecut. Dacă ar fi fost realizat, Tunelul Izvor ar fi fost cel mai lung tunel din România.

### Calea ferată Râmnicu Vâlcea–Vâlcele

Viaductul abandonat Sâmnicel în 2008.

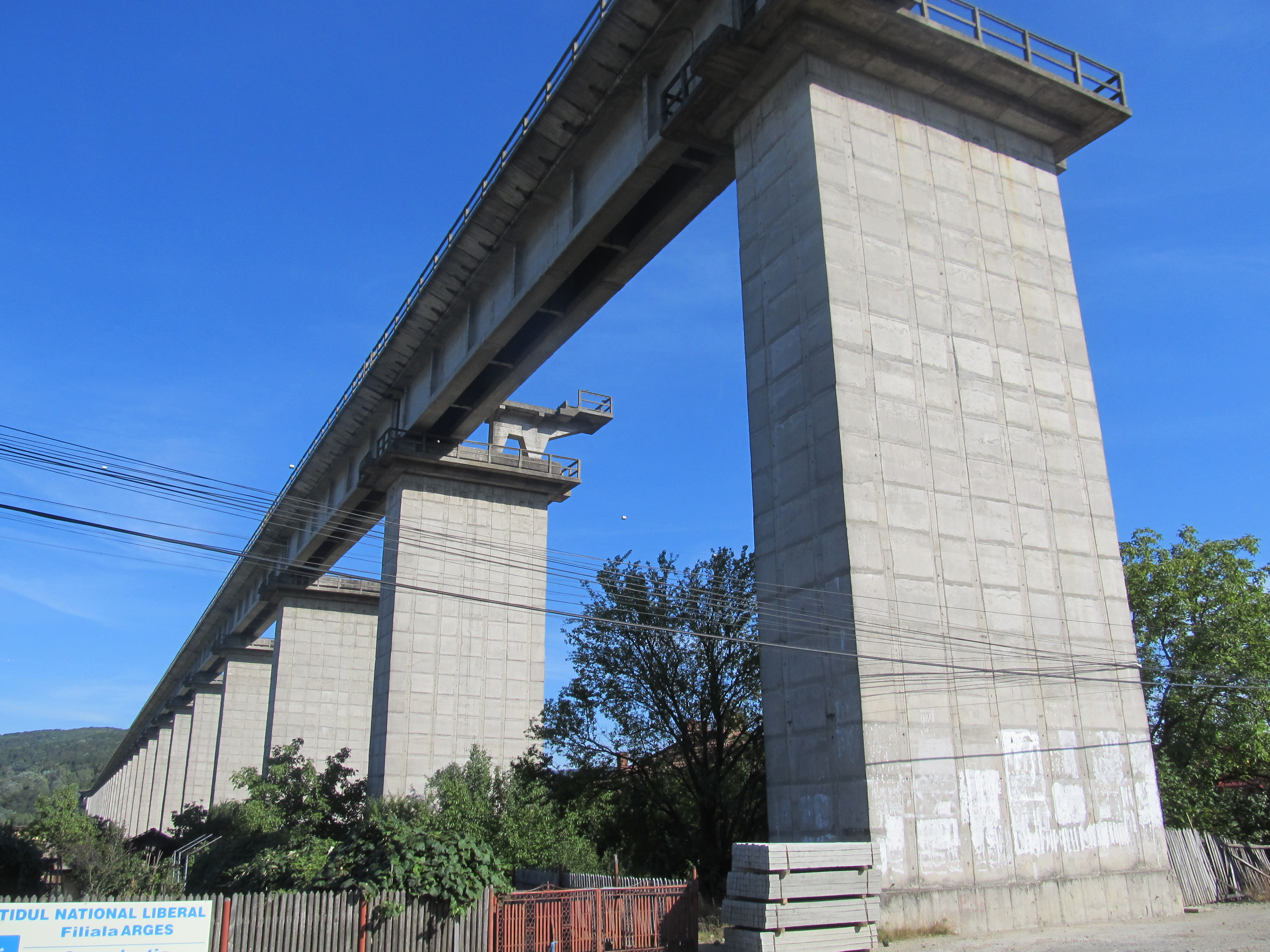
Viaductul abandonat Topolog în 2021.

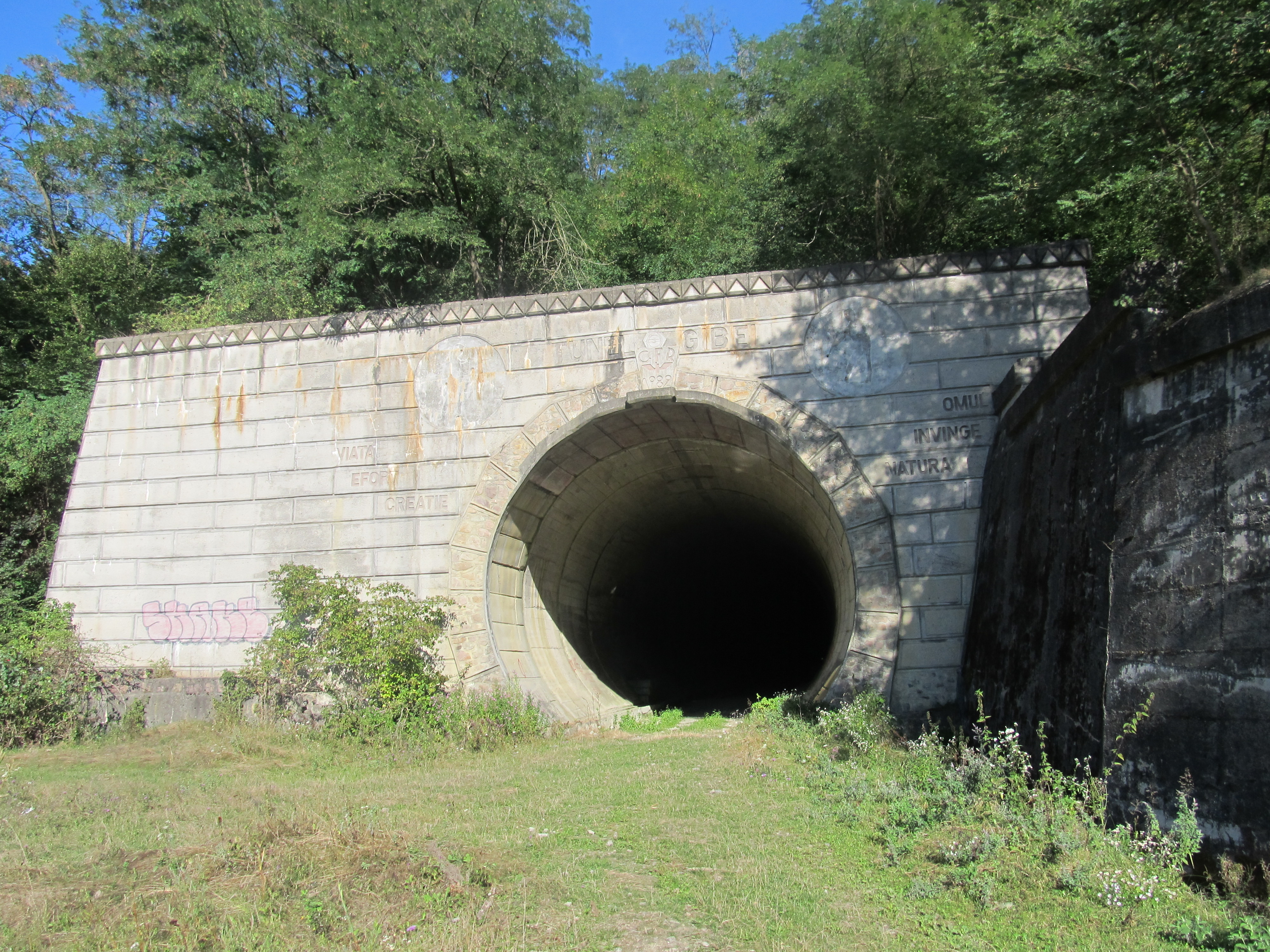
Tunelul Gibei în 2021.

- Calea ferată Vâlcele–Bujoreni, o secție feroviară nefinalizată care urma să lege localitățile Vâlcele din județul Argeș și Bujoreni din județul Vâlcea.

Încă din perioada interbelică a apărut ideea scurtării distanței feroviare dintre București și Transilvania prin realizarea unei linii care să conecteze magistralele CFR 901 (București–Pitești) și 201 (Râmnicu Vâlcea–Podu Olt). Traseul urma să se desprindă din linia CFR 906 în zona haltei Vâlcele din județul Argeș (Poziție pe hartă), să traverseze râul Argeș pe un pod nou și să continue pe un traseu complet nou până în localitatea Bujoreni din județul Vâlcea, unde ar fi realizat conexiunea cu Magistrala 201 (Poziție pe hartă). Această linie proiectată, împreună cu alte linii existente, ar fi asigurat astfel o legătură directă între București, Pitești, Râmnicu Vâlcea și Sibiu. Noua cale ferată ar fi traversat Carpații la o altitudine maximă de doar 420 m, față de 1050 m la Predeal, pe Magistrala CFR 300.
Primele studii au fost realizate în 1949, iar construcția efectivă, la care au participat peste 4.000 de muncitori, a început în anul 1979. Până în 1989 s-au construit 2.406 m de poduri și viaducte cu infrastructură pentru cale dublă, 1.241 m de poduri și viaducte cu infrastructură pentru cale simplă, 2 tuneluri, 165 de podețe și 55.236 km de suprastructură feroviară. În același an, stadiul lucrărilor era de: 70% la poduri și viaducte, 100% la tuneluri (pentru construcția acestora s-a folosit, pentru prima dată în România, scutul integral mecanizat), 97% la podețe, 100% la terasamente, doar 23% la consolidările terasamentelor și 97% la suprastructura căii ferate. Pentru terasamente au fost folosiți 30.000.000 m3 de umpluturi. Unul dintre viaducte, Topolog (Poziție pe hartă), cu o lungime de 1.440 m și o înălțime maximă de circa 50 m, este cel mai lung viaduct construit vreodată în România. Cele două tuneluri sunt și ele impresionante. Tunelul Gibei (2.240 m) și tunelul Ploștina (1.910 m) sunt al patrulea, respectiv al cincilea tunel ca lungime din România. Pe noul traseu ar fi trebuit să existe șase gări: Vâlcele (transformată din haltă în gară cu 3 linii), Tutana, Schitu-Matei, Ciofrângeni, Sâmnic și Râmnicu Vâlcea Est („Goranu”). În 1989, pe linie a circulat primul tren de probă.
După 1989 toate lucrările au fost abandonate. Investiția, în lungime de 38,6 km, costase până în acel moment circa 1 miliard de dolari. Datorită economiilor care se făceau în anii 1980, rambleurile au fost construite doar din pământ și s-a decis scurtarea unor viaducte prin construcția unor rambleuri înalte la capetele acestora. Din aceste motive și din lipsa consolidărilor terasamentelor, rambleurile au fost grav afectate de inundații și de alunecări de teren după 1990, unele din rampele de legătură cu viaductele fiind complet spălate de apă. Cu toate că secția nu era funcțională, ea figura în „Mersul Trenurilor” din 1991-1992 drept Linia 219.
Între anii 1995 și 2000 proiectul de finalizare a investiției a fost inclus în Programul de modernizare a infrastructurii feroviare din România. În aprilie 1996 s-a organizat o licitație publică restrânsă cu participare internațională pentru finalizarea execuției, iar aceasta a fost adjudecată de asocierea S.E.C.O.L. S.p.A. Italia–Royal Inter Trade Ltd. S.U.A. Ulterior, pe baza „riscurilor financiare și tehnice existente”, CFR a dorit să renunțe la investiție, însă a fost obligată în instanță să continue și să semneze un contract de execuție lucrări cu asocierea câștigătoare a licitației din 1996. Acest lucru este confirmat și de Scrisoarea de Acceptare semnată de CFR ca urmare a emiterii HG nr. 1024/14 decembrie 1999 privind „garantarea de către Ministerul Finanțelor a unui credit extern în valoare de 138 milioane dolari S.U.A. în favoarea Companiei Naționale de Căi Ferate "C.F.R" - S.A.” „pentru finanțarea obiectivelor de investiții prevăzute în anexă, care se vor executa de SOCIETA EDILE COSTRUZIONI E LAVORI - S.p.A. Roma, câștigătoare a licitației pentru realizarea lucrărilor respective”. Acest contract, care teoretic prevedea finalizarea, dublarea și electrificarea liniei,  este unul controversat, mai ales că nu a fost niciodată făcut public. În urma lui, firma italiană a mobilizat un număr foarte mare de muncitori care au demontat traversele și șinele vechi de pe toată lungimea căii ferate Râmnicu Vâlcea–Vâlcele, acestea fiind parțial depozitate la Craiova și în gările de pe traseu. Firma S.E.C.O.L. a instalat totuși pe tot traseul liniei 219 celule pasive GPS care monitorizează mișcarea solului. Aceste celule erau încă funcționale în februarie 2016.
În anul 2011 a fost lansat un nou proiect de reconstrucție a secției, în valoare de 500 de milioane de dolari. În februarie 2016, CN CFR SA răspundea, la solicitarea publicației Electronica.Net, următoarele: „Costul total al investiției este estimat la aproximativ 2 miliarde lei, durata estimată de realizare este de 4 ani, dar este condiționată de asigurarea sursei de finanțare”. În Master Planul General de Transport al României din septembrie 2016, finalizarea liniei este prevăzută pentru ciclul 2021-2026, la un cost de 365,8 milioane euro.
Construită cu costuri semnificative și presărată cu lucrări de artă impresionante, calea ferată Vâlcele–Bujoreni Vâlcea este probabil cel mai mare eșec feroviar din România și, în stadiul în care se află astăzi, cel mai bun exemplu de mare lucrare inutilă.

### Calea ferată Alunu–Seciurile
- Calea ferată Alunu–Seciurile, o secție feroviară nefinalizată care urma să completeze magistrala București–Târgu Jiu.

În a doua parte a anilor 1980 s-a dat startul construcției unui tronson de 8 km de cale ferată între localitățile Alunu din județul Vâlcea și Seciurile din județul Gorj. Pe plan local, în conexiune cu calea ferată Băbeni–Alunu și calea ferată Târgu Cărbunești–Seciurile, acest tronson urma să realizeze o legătură feroviară directă între Râmnicu Vâlcea și Târgu Jiu, iar pe plan național, împreună cu tronsonul Vâlcele - Bujoreni Vâlcea, urma să reducă distanța dintre București și Petroșani cu 91 km. Lucrările la tronsonul Alunu–Seciurile au demarat în anul 1987, abordându-se mai întâi cele mai complexe lucrări de artă de pe traseu: construcția Viaductului Alunu (Poziție pe hartă) și săparea a trei tuneluri (Roșia, Seciuri și Dobrana). Termenul de finalizare a lucrării era anul 1991. Până în 1989 au fost ridicate pilele viaductului, montat parțial tablierul, străpuns Tunelul Seciuri, străpuns și finalizat Tunelul Roșia (ambele în lungime de circa 600 m), străpuns parțial (circa 550 m) Tunelul Dobrana și realizate câteva porțiuni de terasament.
Lucrările la acest tronson de cale ferată au fost abandonate după 1990. Scutul de săpat folosit pentru executarea Tunelului Dobrana a fost părăsit în interiorul galeriei și componente ale lui au fost furate. Alunecările de teren datorate exploatărilor de cărbune de suprafață din zonă au distrus o parte din terasamentele executate și o parte din stația Seciurile.

### Calea ferată Hârlău–Botoșani
- Calea ferată Hârlău–Botoșani, o secție feroviară nefinalizată prin intermediul căreia urmau să fie conectate direct orașele București, Iași și Botoșani.

În toamna anului 1987 au început lucrările de construcție a unei căi ferate de 57 km care să lege Botoșaniul de orașul Hârlău din județul Iași și, mai departe, prin intermediul liniei CFR 607 existente, de municipiul Iași. Această cale ferată ar fi redus distanța feroviară dintre Iași și Botoșani cu 87 de km.
Investiția a fost atacată cu peste 400 de muncitori care lucrau în ture și, printre primele obiective abordate, s-a început străpungerea Tunelului Hârlău, în lungime de circa 900 m și un diametru de 9 m. Termenul de finalizare era ambițios: linia trebuia terminată în trei ani. Lucrările au fost oprite însă după 1990, iar guvernele Petre Roman și Theodor Stolojan au prevăzut în buget pentru investiție sume care acopereau doar cheltuielile de conservare, fără să permită și continuarea construcției.
Lucrările au fost redemarate abia după 1996, în urma schimbărilor politice. În această perioadă s-a montat podul de la Maxut peste DN28B (Poziție pe hartă) și a fost reluată străpungerea Tunelului Hârlău (Portalul de nord, portalul de sud). Forarea tunelului a fost executată de firma „Tunele Brașov” cu ajutorul unei freze semi-mecanizate cu o putere de împingere de aproximativ 4000 de tone. Tunelul a fost străpuns pe data de 12 noiembrie 1998.
Lucrările de construcție a căii ferate au fost din nou stopate în 1998, după ce, între 1996 și 1998, fuseseră cheltuite peste 20 de milioane de dolari. În 2007 a existat o nouă tentativă de a relua proiectul căii ferate Hârlău–Botoșani. Constantin Axinia, director la acea vreme al SN CFR Călători SA, a introdus un traseu parțial, Hârlău–Flămânzi, în planul de investiții pentru 2007. Suma estimată pentru finalizarea lucrărilor până la Flămânzi era de 1,2 milioane de lei, dar guvernul nu a alocat nici un leu pentru lucrare.
Între timp, lucrările existente s-au degradat, componentele metalice au fost furate sau au ruginit, pe traseul proiectat au fost construite case, prefabricatele din beton pentru podețe au dispărut, iar terasamentele au fost parțial transformate în drumuri agricole. În perioada 2000-2004, poliția de pe raza județului Botoșani a întocmit mai multe dosare penale pentru furt de șine și traverse de cale ferată, inclusiv viceprimarului din acea perioadă al comunei Frumușica. În plus, o eventuală reluare a lucrărilor la calea ferată Hârlău–Botoșani ar fi îngreunată și de necesitatea construcției unui al doilea tunel feroviar, în lungime de aproximativ 300 m, în zona comunei Deleni.
Într-o analiză din septembrie 2014 a Agenției pentru Dezvoltare Regională Nord-Est se atrăgea atenția că, în urma renunțării la unele proiecte de infrastructură feroviară precum linia Dângeni–Săveni–Darabani și linia Hârlău–Flămânzi–Botoșani, „38,4% din populația regiunii nu are acces la rețeaua de căi ferate a regiunii, la care se adaugă 7,3% din populație aflată de-a lungul liniilor închise, procentul ajungând la 45,7%”.

### Calea ferată Dângeni–Săveni–Darabani
- Calea ferată Dângeni–Săveni–Darabani, o secție feroviară nefinalizată prin intermediul căreia urmau să fie conectate direct orașele Iași, Săveni și Darabani.

În 1987 au început lucrările de construcție a unei căi ferate de 53,4 km care să lege localitatea Dângeni din județul Botoșani de orașele Săveni și Darabani. Această lucrare ar fi fost o continuare a liniei CFR 608 existente și ar fi permis astfel o conexiune directă între Darabani și municipiul Iași. Exista chiar intenția ca această cale ferată să fie ulterior prelungită până la punctul de frontieră Rădăuți-Prut–Lipcani, pentru a realiza o nouă legătură feroviară cu Uniunea Sovietică. Ideea unei astfel de căi ferate data de la începutul anilor 1900. În 1916 chiar se demarase execuția ei, dar lucrările au fost oprite la scurtă vreme, după intrarea României în Primul Război Mondial.
Primii 17,4 km din această linie, tronsonul Dângeni–Săveni, au fost inaugurați pe 5 iulie 1991 și cuprindeau realizarea unei clădiri moderne pentru Gara Săveni (Poziție pe hartă) și o lucrare de artă feroviară impresionantă, de circa 400 m lungime, Viaductul Vlăsinești (Poziție pe hartă). Linia a primit indicativul 609 și a funcționat - pe cei 17,4 km - numai până în 1992, când a fost temporar închisă traficului după avariile produse terasamentului de inundațiile și alunecările de teren din zona viaductului și de la ieșirea din Vlăsinești. După reparații minimale și instituirea unor restricții de trafic, linia a continuat să fie exploatată doar până 1994, când CFR a renunțat definitiv la cursele spre Săveni.
În afară de primii 17,4 km, se executaseră încă circa 10 km din tronsonul următor spre Darabani. Fuseseră realizate două poduri metalice de tip grinzi cu zăbrele peste Râul Bașeu și Râul Podriga, podețe peste diverse canale și pârâuri din zonă și se montaseră șinele pe întreaga distanță între Săveni și Podriga (circa 6,5 km). De la Podriga fusese realizat terasamentul până la ieșirea din Drăgușeni (circa 3,5 km). Complet abandonată, linia a căzut pradă intemperiilor și hoților. S-au furat șine, traverse, alte elemente metalice, piatra spartă, stâlpii și firele sistemului de telecomunicații, blocuri de beton aduse pentru consolidări. Gările de pe traseu, inclusiv cea din Săveni, au fost devastate. Din această masivă investiție se mai păstrează doar urmele unei mari lucrări inutile.
Într-o analiză din septembrie 2014 a Agenției pentru Dezvoltare Regională Nord-Est se atrăgea atenția că, în urma renunțării la unele proiecte de infrastructură feroviară precum linia Dângeni–Săveni–Darabani și linia Hârlău–Flămânzi–Botoșani, „38,4% din populația regiunii nu are acces la rețeaua de căi ferate a regiunii, la care se adaugă 7,3% din populație aflată de-a lungul liniilor închise, procentul ajungând la 45,7%”.

## Infrastructură rutieră

### Autostrada Transilvania, secțiunea 3C

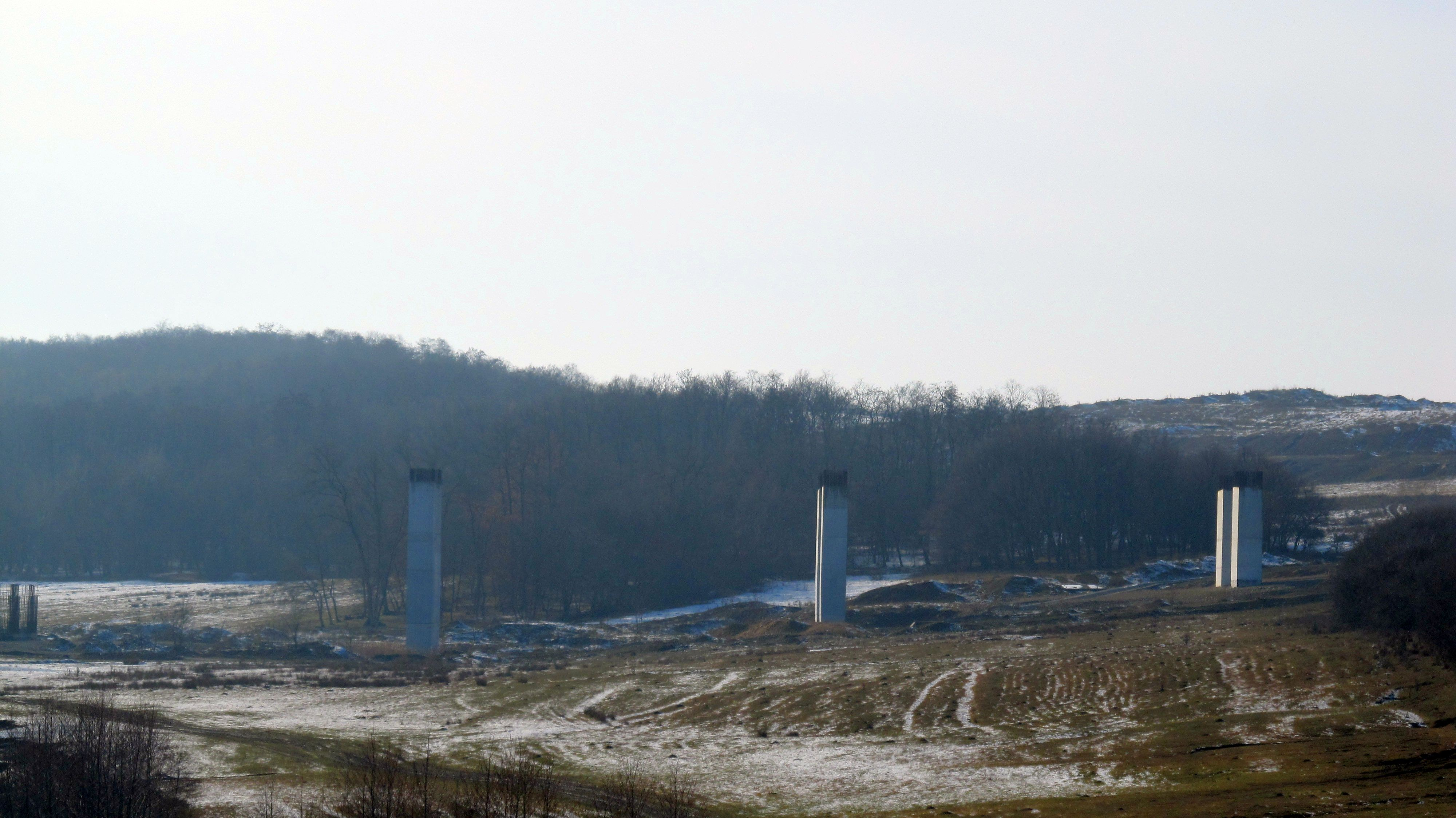
Viaduct neterminat la Dolea, pe secțiunea 3C a Autostrăzii Transilvania.

- 3C, o secțiune din Autostrada Transilvania, parte a autostrăzii A3.

Proiectul construirii autostrăzii Transilvania, o magistrală rutieră lungă de 415 km între Brașov, Cluj și Borș, la granița României cu Ungaria, a început în 2004, în baza unui contract de proiectare și execuție în valoare de 2,24 miliarde euro încheiat prin atribuire directă cu asocierea americano-turcă Bechtel International Inc.–Enka İnșaat ve Sanayi A.Ș. Investiția a fost împărțită în opt secțiuni, iar execuția a început pe două din ele, considerate prioritare: 2B Câmpia Turzii–Cluj Vest (Gilău) și 3C Suplacu de Barcău–Borș (frontieră).
Proiectul a fost controversat încă de la început, deoarece constructorul era plătit pe baza unor liste de cantități pe care le întocmea el însuși, în calitate de proiectant. Din cauza unor nereguli contractuale semnalate de Uniunea Europeană, Banca Europeană de Reconstrucție și Dezvoltare, Fondul Monetar Internațional, dar și de societatea civilă, în perioada ianuarie-martie 2005 s-a realizat o analiză a clauzelor contractuale. Acestea au fost renegociate cu reprezentanții investitorului în perioada mai-decembrie 2005, perioadă care s-a încheiat cu un amendament la contract. Datorită negocierilor, anul 2005 nu a adus niciun progres în evoluția lucrărilor. În februarie 2006 a fost prelungit termenul de finalizare din decembrie 2012 până în decembrie 2013. Lucrările s-au reluat în luna iunie 2006.
Între timp, costurile au crescut exponențial, generate și de acumularea datoriilor CNADNR către constructor. La sfârșitul anului 2009, datoriile înregistrate de către Compania Națională de Autostrăzi și Drumuri Naționale față de consorțiul americano-turc se ridicau la 903 milioane lei. Până la finele lunii aprilie 2010, ministerul de resort a plătit Bechtel 607,6 milioane de lei ca parte a datoriilor. Pe 1 decembrie 2009 s-au inaugurat primii 42,5 kilometri de autostradă de pe secțiunea 2B, între Turda și Gilău, iar pe 13 noiembrie 2010 au fost inaugurați alți 10 kilometri de pe aceeași secțiune, între Turda și Câmpia Turzii. În acel moment, constructorul cheltuise deja 1,13 miliarde de euro, respectiv jumătate din suma prevăzută inițial în contract pentru întreaga lungime de 415 kilometri. Cu acești bani fuseseră finalizați 52,5 kilometri de autostradă, adică aproape întreaga secțiune 2B (exceptând podul peste Râul Someș, care face legătura cu secțiunea 3A), plus - conform estimării CNADNR - 52,12% din lucrările aferente secțiunii 3C. Acestea din urmă includeau și realizarea celui mai lung viaduct rutier din România, cel de la Suplacu de Barcău, în lungime de 1,8 km și având 45 de deschideri de 40 m fiecare. (Poziție pe hartă)

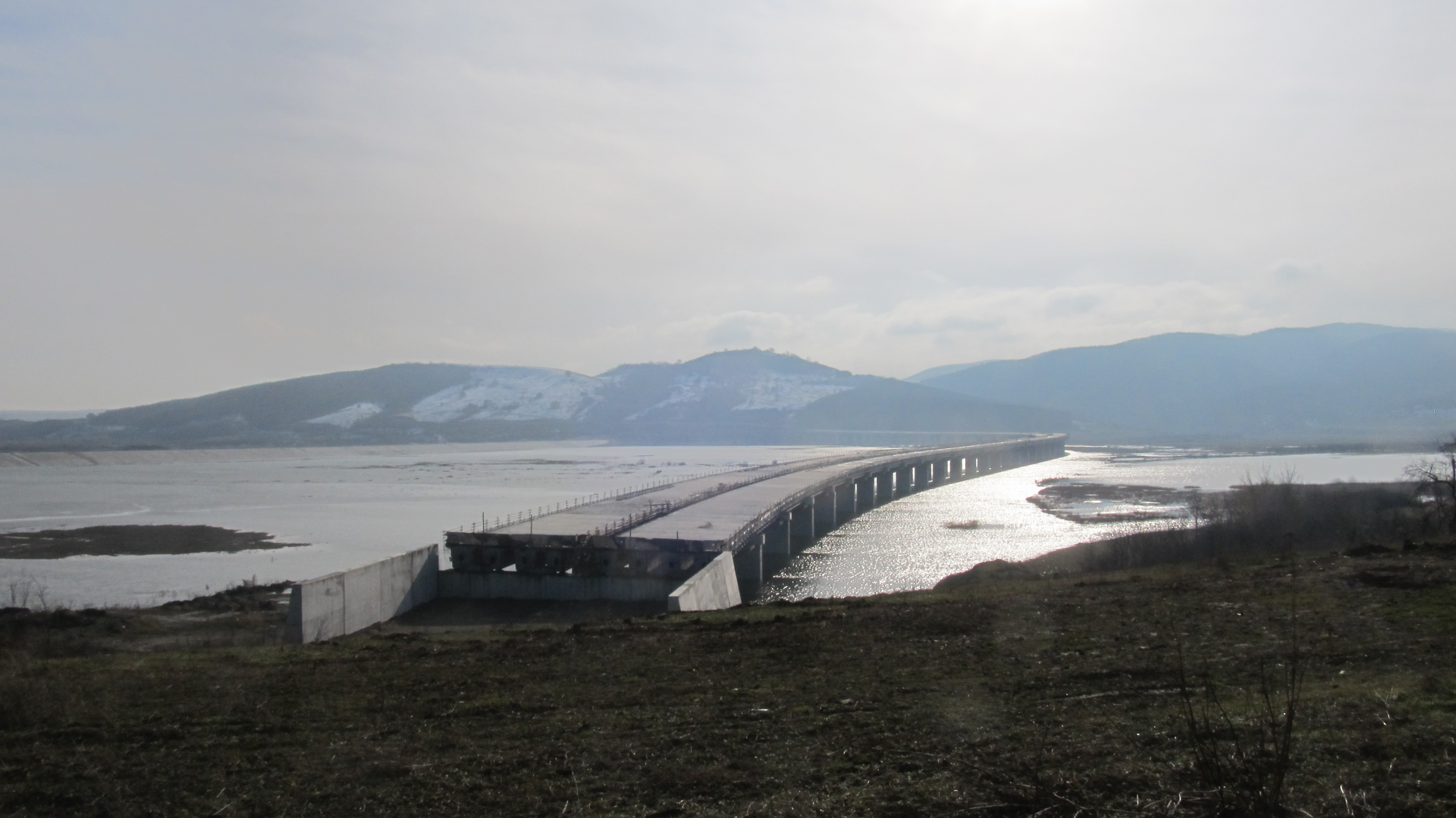
Viaductul Suplacu de Barcău de pe Autostrada Transilvania, vedere din 2013.

Viaductul de la Suplacu de Barcău este probabil cea mai controversată lucrare de artă de pe întreg traseul autostrăzii. El a fost construit pe un teren care a fost ulterior inundat pentru a fi realizată acumularea nepermanentă pentru apărare împotriva inundațiilor Suplacu de Barcău. Mai mult, la capătul de vest al viaductului se găsește un întins câmp de sonde aparținând Zonei de Producție nr. 1 Crișana-Banat a OMV Petrom. Conform unei declarații din 2009 a lui Radu Gașpar, directorul proiectului „Autostrada Transilvania” din cadrul CNADNR, pentru construcția șoselei în zona Suplacu ar fi trebuit relocate circa 30 de sonde, cu un cost total cuprins între 15 și 50 de milioane de euro. Oficialul din CNADNR mai afirma că „proiectarea s-a făcut în mod defectuos și a fost aleasă soluția cea mai scumpă”, iar „soluția tehnică privind construcția viaductului a fost respinsă în anul 2004 de Serviciul Control Tehnic al Companiei Naționale de Autostrăzi, însă a fost aprobată de același serviciu din Ministerul Transporturilor”. În final, Gașpar a concluzionat că „oricare altă soluție care nu se referea la construcția viaductului era mai ieftină”. În iulie 2009, Radu Gașpar a fost înlăturat de la conducerea proiectului.
Necesitatea construirii unui viaduct rutier în valoare de 120 milioane de euro prin mijlocul unui lac de acumulare și continuarea traseului autostrăzii printr-un câmp compact de sonde a fost contestată de o parte a presei, însă, în iulie 2009, Cătălin Popescu, director de proiect în cadrul firmei de proiectare IPTANA București, răspundea că în prima fază au fost propuse cinci soluții de proiectare. Trei dintre acestea includeau construcția unui viaduct, una înconjura lacul de acumulare, iar alta ar fi trecut pe lângă parcul de extracție al Petrom, prin pădure. Dintre soluții, proiectanții au considerat că „cea mai viabilă a fost aceea de a traversa lacul de acumulare prin construirea unui viaduct care iese într-un câmp petrolifer și afectează cât mai puțin extracția Petromului. A mai fost soluția ocolirii lacului, ce ar fi presupus construirea unui viaduct mai mic și efectuarea unor consolidări masive. Costul ar fi fost egal cu cel din soluția construirii viaductului.”
În 2013, CNADNR estima că mai sunt necesare circa 250 milioane de euro pentru finalizarea celor 60,25 km ai secțiunii 3C. După negocieri eșuate cu firma Bechtel, Guvernul Victor Ponta a reziliat contractul de execuție și a plătit constructorului american despăgubiri în valoare de 38 milioane de euro. Pe 27 mai 2014, CNADNR a publicat în SEAP anunțul cu numărul 151083/27.05.2014 prin care s-a scos la licitație contractul de „Proiectare și execuție pentru finalizarea autostrăzii Brașov - Tg.Mureș - Cluj - Oradea, secțiunea 3C: Suplacu de Barcău - Borș (km 4+200 - km 64+450)”. Licitația a fost câștigată de asocierea româno-spaniolă Corsán-Corviam Construcción S.A. - SC Consinit SRL - SC Road Consulting & Design Solution SRL - SC Via Design SRL pentru o valoare de 701 milioane lei fără TVA. Ordinul de reîncepere a lucrărilor pe secțiunea 3C a fost dat pe 3 iulie 2015, însă mobilizarea slabă a constructorului spaniol, motivată și de gravele probleme financiare ale grupului-mamă Isolux Corsán, l-au determinat, pe 6 octombrie 2016, pe ministrul Transporturilor Sorin Bușe să sugereze ca posibilă rezilierea contractului cu Corsán-Corviam și organizarea unei noi licitații pentru finalizarea lucrărilor. Pe 4 noiembrie 2016, constructorul spaniol a trimis CNAIR o notificare prin care solicită rezilierea contractului, „demonstrând că este în incapacitate financiară și organizatorică”. Printr-un comunicat publicat în aceeași zi, CNAIR a anunțat că „singura opțiune pe care o poate lua compania este aceea de a rezilia actualul contract și de a relicita proiectul”.
Între timp, abandonate de ani buni în diferite stadii de execuție, din care cel al viaductului de la Suplacu de Barcău este cel mai avansat, circa 90%, lucrările de pe secțiunea 3C a Autostrăzii Transilvania se degradează pe zi ce trece, în așteptarea unor zile mai bune.

## Infrastructură socio-administrativă

### Casa Radio

Structura abandonată a Casei Radio în 2015.

- Casa Radio, o clădire de mari dimensiuni nefinalizată și abandonată din București.

La sfârșitul anilor 1970, dictatorul Nicolae Ceaușescu a început un amplu proces de transformare urbanistică a orașului București. În 1971, el vizitase Republica Populară Chineză, Coreea de Nord, Vietnamul de Nord și Republica Populară Mongolă și se arătase foarte impresionat de modelul de conducere pe care l-a găsit în aceste țări. Astfel, după Cutremurul din 1977, la ordinele lui Ceaușescu a început demolarea a circa 7 km2 din zona centrală a capitalei, cuprinzând circa 10.000 de imobile și incluzând numeroase clădiri de patrimoniu. Acestea urmau să fie înlocuite cu piețe și construcții care se doreau monumentale, inspirate din țările asiatice vizitate anterior, și care să facă din București „un oraș grandios, demn de epoca respectivă și de viziunea lui Nicolae Ceaușescu”.
Cele mai mari edificii care urmau a fi realizate erau Casa Poporului (noul sediu administrativ al R.S.R.), Bulevardul Victoria Socialismului (o arteră care pornea din fața Casei Poporului și reprezenta axa longitudinală a proiectului noului centru civic comunist), Biblioteca Națională, (clădire care flanca Bulevardul Victoria Socialismului) și Muzeul Național de Istorie a Republicii Socialiste România. Acesta din urmă era oarecum izolat față de restul ansamblului civic pe care Ceaușescu îl construia în centrul Bucureștiului, fiind situat pe malul stâng al Dâmboviței, în zona Eroilor.
Ridicarea Muzeului Național de Istorie a Republicii Socialiste România a început în 1986, pe locul fostului hipodrom din București, aparținând clubului „Steaua” și dezafectat în același an. Muzeul urma să fie o clădire enormă cu 7 etaje, compusă în realitate din două corpuri cu aceleași dimensiuni dispuse în oglindă. Intrarea principală în muzeu urma să se facă prin Strada Știrbei Vodă. Până în 1989, structura de rezistență a construcției era gata, dar compartimentarea interioară, lucrările de instalații și amenajare interioară nu începuseră încă. Pe 23 august 1989, Nicolae Ceaușescu a privit din balconul principal al edificiului parada de Ziua Națională, când au defilat prin fața lui armata, pionierii și sportivi celebri din vremea respectivă. După Revoluția din Decembrie 1989 lucrările au fost abandonate.
În 1992, prin Hotărârea nr. Nr. 571 din 22 septembrie 1992, Guvernul Theodor Stolojan a transmis <<imobilul situat în str. Știrbei Vodă, sector 6 București, având denumirea „Muzeul Național”, [..], împreună cu terenul aferent, din administrarea Ministerului Culturii în administrarea Radioteleviziunii române, în scopul asigurării unui nou sediu pentru Radiodifuziunea Română (Casa Radio)>>. Din acest moment, clădirea a rămas cunoscută în spațiul public sub numele de „Casa Radio”.
Lucrările de finalizare a construcției nu au fost reluate nici în anii următori, nefiind asigurată finanțarea. În decembrie 2006, autoritățile române au semnat un contract de parteneriat public-privat cu compania Plaza Centers, parte a grupului israelian Elbit, căreia i-au concesionat Casa Radio pe o perioadă de 49 de ani. Plaza Centers, cu o participație de 75% din capital era principalul acționar, iar Statul român, prin Compania Națională de Investiții, participa cu 15%. Restul acțiunilor era deținut de Cenk Demir, parte a grupului turcesc Küçük. Investiția alocată proiectului intitulat „Dâmbovița Center” era estimată la câteva sute de milioane de euro și presupunea demolarea a circa 70% din Casa Radio pentru ridicarea unui complex de 467.000 m2, care să includă un centru comercial de 90.000 m2 închiriabili, birouri, un hotel și un centru de conferințe.
Constructorul israelian a demarat construcția și a estimat că a cheltuit circa 85 de milioane de euro pe demolări, proiectare și lucrări la fundație până în 2010, an în care lucrările au fost oprite din cauza crizei financiare internaționale. Dacă raportul financiar săptămânal al companiei Plaza Center considera, în 2006, că valoarea suprafeței de 91.000 m2 afectată proiectului se cifrează la 87,4 milioane de euro, estimări din 2007 sugerau că aceasta s-ar fi dublat, ajungând la 164 de milioane de euro.
În 2012 a fost anunțată reluarea lucrărilor, dar acest lucru nu s-a materializat. În 2015 au existat speculații că situația financiară ar permite repornirea investiției în anul 2016, însă și acestea s-au dovedit optimiste. În 2016, după mai mulți ani de inactivitate pe șantier, un raport al Plaza Centers recunoștea că „pot exista riscuri de reglementare referitoare la dreptul Guvernului Român de a expropria proiectul Casa Radio sau altele referitoare la sancțiunile pe care le pot impune Plaza Centers în ceea ce privește proprietatea. Mai mult, aceste drepturi sunt supuse rezilierii în anumite circumstanțe, de către Guvernul Român, cum ar fi în eventualitatea întârzierii în realizarea proiectului”.
Un raport din 2015 realizat de evaluatorul Cushman & Wakefield estima valoarea din acel moment a clădirii abandonate și a terenului Casei Radio la 81,45 milioane de euro, iar valoarea proiectului imobiliar „Dâmbovița Center”, în cazul finalizării acestuia, la 578,7 milioane de euro.

## Infrastructură industrială

### Combinatul de Îmbogățire a Minereurilor Acide de la Krivoi Rog
- KGOKOR, un enorm combinat de îmbogățire a minereurilor acide a cărei construcție a început lângă Dolînska, în Ucraina, și nu a fost niciodată finalizată. (Poziție pe hartă)

Prezența minereului de fier în regiunile din jurul orașului ucrainean Krivoi Rog este certificată cel puțin din 1781 și cunoscută chiar din antichitate. În anii 1800, resursele minerale ale zonei au fost investigate metodic. Au fost descoperite minereu de fier cu 70% puritate și mangan. În 1881 a început extragerea minereului de fier; până în 1884 fuseseră extrase peste 100.000 de tone. Producția a crescut rapid și, în anul 1896, existau peste 20 de mine în bazinul Krivoi Rog, care extrăgeau circa 1.000.000 de tone de minereu. Industria minieră s-a dezvoltat și în perioada sovietică. În 1931 s-a pus piatra de temelie a Combinatului Metalurgic de la Krivoi Rog, care a început să producă oțel din anul 1934.
Industria minieră din bazinul Krivoi Rog a lăsat în urmă depozite uriașe de material steril, răspândite în întreaga regiune. Aceste depozite conțineau procente importante metale rare, metale grele, aur, wolfram și, foarte probabil, uraniu. La începutul anilor 1980, conducerea sovietică și-a pus problema extragerii acestor metale din steril. Deoarece sterilul avea aciditate mare și ar fi afectat cuptoarele combinatelor metalurgice tradiționale, sovieticii au luat decizia construirii unui combinat de îmbogățire a minereurilor acide, cu participarea mai multor țări socialiste. Combinatul ar fi urmat să producă pelete, un fel de bulgări alcătuiți din concentrații de minerale.
În decembrie 1983, în cadrul unei ședințe a CAER, au fost semnate Convenția Multilaterală și contractul nr. 63-08/00020/109 privind construcția combinatului. La acea dată, participanții la realizarea obiectivului erau URSS, R.P. Bulgaria, R.D. Germană și R.S. Cehoslovacă. Combinatul urma să fie ridicat la Dolînska, lângă Krivoi Rog, și să fie numit „Combinatul de Îmbogățire a Minereurilor Acide de la Krivoi Rog”, prescurtat C.I.M. Krivoi Rog în română și KGOKOR în rusă. România, care a văzut în realizarea combinatului o oportunitate de a alimenta cu pelete propriul Combinat Siderurgic din Galați, și-a exprimat interesul de a participa și ea la investiția de la Krivoi Rog și a semnat, în decembrie 1986, o Convenție Bilaterală Interguvernamentală Româno-Sovietică. În iunie 1987 a fost emis Decretul nr. 156, fundamentat pe Decretul Consiliului de Stat nr. 242/1974, nepublicat în Monitorul Oficial, și pe Decretul nr. 138/1976, prin care se legifera participarea României la combinatul de la Dolînska. Pe 12 iulie 1987, R.S.R. a semnat cu URSS un Contract de Antrepriză cu termen de punere în funcțiune (TpF), prin care R.S.R. devenea antreprenor general al lucrării și se angaja la investiții de 782,2 milioane Rbl Tr (ruble transferabile), adică circa 700 de milioane de dolari la acea vreme. România urma să primească ulterior pelete corespunzând ca valoare sumei investite în combinat. La data respectivă, investiția totală era estimată la 3,5 miliarde de dolari, iar participația țărilor socialiste, bazată pe asumarea procentului de pelete pe care erau dispuse să-l preia, era următoarea:
- U.R.S.S. - 45,7%
- R.S. România - 26,7%
- R.S. Cehoslovacă - 16,2%
- R.D. Germană - 11%
- R.P. Bulgară - 0,4%

Cei patru mari antreprenori desemnați de România să se ocupe de construcție, Arcif, Arcom, Uzinexportimport și Ipromet, au construit în R.S.S. Ucraineană nu doar un combinat, ci un adevărat oraș. Deși din numele combinatului se poate deduce că acesta este situat în Krivoi Rog, în realitate amplasamentul său este lângă fostul sat Dolînska, transformat de investiție într-o veritabilă așezare urbană cu 20.000 de locuitori. Constructorii români au realizat la Dolînska blocuri de locuințe, grădinițe, școli și magazine. După destrămarea Uniunii Sovietice, Ucraina a preluat participația acesteia, ca și pe cea a R.D. Germane, care s-a retras din investiție în urma unificării Germaniei, iar cotele de participare au devenit următoarele:
- Ucraina - 56,7%
- România - 26,7%
- Slovacia - 16,2%
- Bulgaria - 0,4%

Dar situația economică a celor patru țări, precum și noile realități politice, nu au mai permis continuarea lucrărilor. În 1997, Ucraina a decis stoparea completă a construcției. Până în acel moment, se estimează că România se achitase deja de 80% din obligațiile asumate și investise, conform Ministerul Economiei și Finanțelor, circa 644,6 milioane Rbl Tr. Presa din România considera însă că suma cheltuită de statul român se cifra în realitate la peste 1 miliard de dolari. Împreună cu dobânzile aferente creditelor împrumutate pentru realizarea investiției, suma ar ajunge la 1,4 miliarde de dolari.
Guvernul român a recalculat ulterior valoarea investiției la 350 de milioane de dolari și a transferat-o drept „creanță” Fondului Proprietatea. S-au făcut diverse încercări de a recupera acești bani. Prin contractul de privatizare a combinatului Sidex din Galați, guvernul a împuternicit noul proprietar, LNM Holdings NV, parte a grupului Mittal Steel, să negocieze, în numele statului român, condițiile de finalizare a lucrărilor de la Dolînska, deoarece Sidex ar fi fost principalul beneficiar din România al producției de pelete. În 2006 a fost trimisă o scrisoare oficială guvernului ucrainean solicitându-se rambursarea investiției, eventual prin furnizarea de pelete combinatelor Mital Steel din România.
În 2005, un consorțiu condus de Mittal Steel și-a exprimat interesul de a investi până la 300 de milioane de dolari în finalizarea combinatului din Dolînska, dar răspunsul guvernului ucrainean a fost negativ. În același an, Mittal Steel a cumpărat combinatul siderurgic Krivorijstal din Krivoi Rog. În toamna anului 2006, statul ucrainean a făcut public faptul că va scoate la licitație participația sa la investiția de la Dolînska, de 56,7%. Au fost depuse două oferte. Un consorțiu condus de Mittal Steel a propus crearea unei societăți mixte pentru finalizarea lucrărilor, cu o participație de 40% a guvernului și 60% a companiei Mittal Steel. Un al doilea consorțiu, format din compania rusă Metalloinvest și grupul ucrainean Smart, a propus și el realizarea unei societăți mixte cu guvernul ucrainean și s-a arătat dispus să investească o sumă de 400 milioane de dolari. Ambele oferte au fost respinse de guvernul ucrainean.
În 2010, guvernul român și-a anunțat disponibilitatea de a vinde participația sa la construcția combinatului, însă fără rezultat. În ianuarie 2011, guvernul ucrainean a anunțat că pregătește din nou privatizarea KGOKOR. La scurtă vreme, concernul rus Metalloinvest și-a reiterat interesul față de punerea în funcțiune și operarea combinatului. Nici de această dată privatizarea nu s-a materializat. Un nou anunț de privatizare a fost făcut în 2013.
În total, peste 140 de firme românești au contribuit la lucrările de la Dolînska. Statul român plătește în continuare circa 1,8 milioane de dolari pe an, în condiții neclare, firmelor Arcom, Uzinexportimport și Arcif pentru paza și întreținerea părții românești a combinatului, deși multe sisteme și instalații sunt depășite moral, iar furturile de pe șantier sunt endemice. S-au furat cantități însemnate de cupru, țevi, cabluri, macarale și stații electrice, care au fost scoase din combinat în ciuda pazei care ar fi trebuit să fie asigurată de partea română. Au dispărut inclusiv dalele de beton cu care erau placate drumurile. Reportaje ale presei din România au dezvăluit că ani la rând au fost devalizate zeci de tone de bile de oțel special și componente de cupru de înaltă calitate folosindu-se buldozere, macarale și personal din șantier. S-au tăiat silozuri metalice și s-au furat strunguri de 26 de tone, 20 de tone tablă lungă (având un preț de 500-600 $/tonă pe piața mondială) și bolțurile din oțel special CrNiSi ale mașinii de ardere spre a fi vândute la fier vechi. Au dispărut din șantier 70 de butoaie de carbid, fiecare având 30-40 kg, o macara pe șenile „American Hoist” de 100 de tone, macaraua ce descărca vagoanele, alte macarale, șine de cale ferată, panouri sandwich cu spumă, garduri, rețele termice, stâlpi metalici, balustrade. Presa românească susține că furturile se fac cu știrea conducerii filialelor Arcom și Uzinexport din Dolînska, a responsabililor ucraineni ai combinatului și a autorităților române.
În afară de creanța directă pe care statul român dorește s-o recupereze de la statul ucrainean, există și datorii indirecte, estimate la circa 100 de milioane de dolari. Conform contractului de antrepriză semnat cu Uniunea Sovietică, industria românească trebuia să livreze pe credit diverse echipamente și instalații unor combinate siderurgice de pe teritoriul R.S.F.S.R. Aceste livrări nu mai sunt acum recunoscute ca parte a datoriei de către Ucraina, devenită moștenitoarea proiectului de la Dolînska.
În 2013, ministrul Economiei Varujan Vosganian recunoștea că singura cale ca România să mai poată recupera ceva din această mare lucrare inutilă „este ca platforma de la Krivoi Rog să se vândă și, din ceea ce se vinde, România să fie parte, ca un fel de creditor”.